# Dendroplex
Genre
Dendroplex est un genre d'oiseaux de la famille des Furnariidae, comptant deux espèces de grimpars peuplant l'Amérique du Sud.

## Taxinomie
Deux espèces sont reconnues par la classification du Congrès ornithologique international (version 6.1, 2016) :
- Dendroplex picus (J.F. Gmelin, 1788) – Grimpar talapiot
- Dendroplex kienerii (Des Murs, 1856) – Grimpar de Zimmer